# Болест
Заболяването е болестно състояние, болест (на лат. morbus). Tова е състояние на организма, предизвикано от действието на прекомерно силни или необичайни дразнители, протичащо при нарушена хомеостаза и понижено качество и ефективност на жизнените процеси. Проявява се с ограничена приспособяемост към условията на средата. Представлява дълбоко и трайно отклонение от нормалната жизнена дейност на организма, съпроводено със структурни и функционални изменения в него.

## Развитие на заболяванията
Когато става дума за неинфекциозни и не остри заболявания (състояния), те преминават през следното развитие:
1. Генетична склонност. Това означава, че пациентът може да има генетична предразположеност към определен род заболявания.
2. Конституционална склонност (особено в хомеопатията). Конституционалната склонност към определена род състояния, заболявания, физиологични тенденции (не от правния термин конституция, а от английското constitute – съставям) може да включват, но може и да не включват генетична предразположеност. Това означава, че пациент с проблемни зъби може да произхожда от семейство с много здрави зъби като цяло и липса на склонност към такъв род проблеми.
3. Първи симптоми. Слаба проява. (виж още под оптимално здраве)

Развитие, влошаване
1. Характерни симптоми. Те са видими или разпознаваеми.
2. Влошена симптоматика.
3. Хронично състояние.
4. Влошено хронично състояние.
5. Кризисно състояние.
6. Летален изход.

Отшумяване, затихване
1. Постепенно или отведнъж възвръщане в началното конституционално състояние на здраве.
2. Пълно здраве (не само предходните симптоми са изчезнали, но организмът в цялост е здрав).

Според повечето лекари симптомите и заболяванията трябва да се лекуват още при проявата им. Хомеопатите имат по-различен подход, като твърдят, че при дадена конституция винаги има склонност към определен род симптоми, но заболяването трябва да се третира така, че пациентът да е със „здрава конституция“, тоест пълно здраве, здравен максимум за определена конституция. Често конституциите в хомеопатията са наричани „типове“ или още „лекарствени типове“.

## Стадии на болестта

### Латентен (скрит) стадий
Обхваща периодът от началото на действие на патогенния фактор до появата на първия клиничен признак. При инфекциозните заболявания латентния стадий се нарича инкубационен период. През този период организмите са клинично здрави и не показват видими признаци на заболяване. На молекулно, клетъчно и органно ниво се развиват патологични изменения, предизвикани от действието на патогенния фактор. Развиват се и защитно-приспособителни реакции. В някои от случаите последните могат да доведат до унищожаване на патогенния агент. Латентният период има различна продължителност и се определя както от силата и специфичните особености на патогенния фактор така и от състоянието на реактивността на организма.

### Продромален стадий
Продромалният стадий обхваща периода от появата на първия клиничен признак до оформянето на пълния симптомокомплекс на заболяването. През него защитните механизми на организма са отслабени като доминиращо положение придобиват нарушенията. Метаболитните, структурните и функционалните нарушения се задълбочават и видимо се проявяват, чрез външни симптоми. Симптомите са все още твърде общи и се характеризират с промяна на поведението и общото състояние на организма.

### Стадий на пълната клинична изява
През този период патологичните процеси изцяло доминират над защитно-приспособителните. Проявяват се вече и специфичните за болестта симптоми, благодарение на които може да се диагностицира заболяването. Група признаци, които са характерни за дадени заболявания и почти винаги ги съпътстват се наричат синдром на заболяването. При други заболявания един от симптомите е твърде специфичен и достатъчен за поставяне на диагнозата. Такива симптоми се наричат патогномични. Понякога болестите могат да протекат атипично, в по-лека форма или отделни техни признаци не се проявяват. При други заболявания допълнително се намесва нов патогенен фактор, който добавя нови симптоми. Те могат да маскират типичната симптомология на заболяването, утежняват протичането му и често са причина за смърт.

### Завършващ стадий
Последният стадий на заболяването може да продължи към оздравяване или преминаване в патологично състояние и смърт.

## Генетичен и типологичен подход
Още от древността, а и днес, към заболяванията, които не са от групата на острите или вследствие на травма болести, има два подхода: единият, който произлиза от наблюдението, че често болестите се наблюдават в дадено семейство, тоест има унаследимост, или както казваме днес генетична склонност или предразположеност, а другият подход е типологичен (произхождащ още от Хипократ), също наричан конституционален. Макар че теориите за темпераментите по-често намират приложение в психологията, тази за конституцията (тоест стойка, физиология на тялото и т.н.) е прилагана и върху изследване на причините, разпространеност и разпознаване на физическите заболявания.
Тези два подхода се различават по това, че намират за произход на заболяванията различни причини: генетични и съответно типологични. Тъй като генетиката е наука в процес на много активно развитие, днес много често се залага на генетичния подход. Той е също така доказан многократно в практиката, тъй като при наличие на ДНК налична склонност, често заболяването се наблюдава в следващо или по-следващо поколение. И все пак, дори в рамките на семейството и дадена в проценти генетична склонност при две сестри например, едната може да развие заболяването, а другата не, и това действително се наблюдава в практиката. Това е и причината генетичната теория понякога да търпи критики, особено в случаите като този на Анджелина Джоли, която си прави двойна превантивна мастектомия.

## Симптоми и синдроми на болестта
Основните признаци на болестта се установяват при клиничното обследване на организма. Те са проява на настъпилите смущения във функциите на органите и системите, на нарушенията на обмяната на веществата или на други отклонения в дейността на организма. Симптомите биват:
- Субективни. Това са симптомите, които показват как организмът чувства настъпилите промени в организма си, колкото и общи да са те. Външно те не се проявяват или са твърде слаби. При тези симптоми се установява основно болка, тежест, виене на свят и други.
- Обективни. Това са достъпни за наблюдение симптоми като отоци, дихателни и сърдечни шумове, цианоза. Поради тази причина тези симптоми са и с по-голямо значение при диагностициране на заболяването.
- Условно-субективни. Такива са общи симптоми, проявяващи се при широк кръг от заболявания – например спиране на дефекация или честа дефекация, често уриниране, количен пристъп и други.

Симптомите могат да бъдат групирани на:
- Постоянни.
- Непостоянни.
- Типични. Такива са тъпотите в областта на белите дробове.
- Атипични. Такава е жълтеницата, която се проявява при стомашно-чревен катар. Явява се случайно и е непостоянен признак.
- Патогномични. Това са онези симптоми, които дават основание да се постави диагноза със сигурност. Такива са телца на Бабеш-Негри при беса, антраксните бацили в труповете на умрелите от антракс.
- Случайни.

Според локализацията симптомите биват:
- Общи. Такива са ускорен пулс, повишена телесна температура, учестено дишане.
- Местни. Пример за такива симптоми са отоци в различни области на тялото, болезненост и други.

По отношение на прогнозата симптомите се делят на:
- Индиферентни (безразлични).
- Благоприятни.
- Неблагоприятни.
- Злокачествени. Пример за такъв симптом е липсата на перисталтични шумове при инвагинация и завъртане на червата.
- Безнадеждни. Такъв симптом е конецовидният пулс съпроводен със спадане на телесната температура.

Синдромът е сбор от симптоми, които се дължат на една и съща причина и се наблюдават едновременно или един след друг.

## Видове болести
Според динамиката на протичане:
- свръхостри (на лат. перакутни) – протичат за 1 – 3 дни, понякога за часове или дори минути; такива са повечето отравяния, някои алергични състояния, някои инфекциозни болести и др.;
- остри (на лат. акутни) – протичат за 2 – 7 дни; така протичат повечето възпалителни процеси и инфекциозни болести, и др.;
- подостри (на лат. субакутни) – протичат за 7 – 20 дни; така протичат някои бактериални и гъбични инфекции, и др.;
- хронични – продължават повече от 20 дни; така протичат повечето автоимунни заболявания, гъбичните инфекции, и др.

Според локализацията:
- общи (генерализирани) – засягат целия организъм; такива са почти всички заразни и обменни заболявания, и др.;
- местни (локални) – засягат строго ограничени части; общите изменения в организма са незначителни; такива са повечето кожни болести, травмите (изгаряния, счупвания, изкълчвания и т.н.) и др.

Според разпространението:
Тъй като предметът на медицината е възникването, развитието, лечението и предотвратяването на болестите, то всеки дял от медицината изучава определен аспект на някоя група от болести. Основните медицински науки, които изучават болестите в цялост, са:
- Етиология
- Епидемиология
- Нозология
- Патология
- Диагностика
- Терапия
- Профилактика

## Диагноза на болестта
Диагнозата на дадена болест се поставя въз основа от данните на анамнезата, от непосредственото изследване като се взима предвид и развоят на болестта. Диагнозите биват:
- Анатомична диагноза. Това е диагнозата, при която се установява кой орган е заболял и какви са настъпилите промени в него. Например жълтеницата се проявява при заболяване на черния дроб, но освен това е възможно да се дължи на хемолиза на еритроцитите или възпаление на отделни части от чревния канал.
- Етиологична диагноза. Тя следва анатомичната диагноза и има съществено значение както за лекуването, така и за профилактиката на заболяването. При изясняване на етиологията се изисква прилагането на един или друг вид антибиотик или химиотерапевтично средство, спрямо което микроорганизмите са най-чувствителни.
- Функционална диагноза. Допълва предишните две диагнози и служи за изясняване доколко заболелият орган е в състояние да изпълнява физиологичните си функции.
- Патогенетична диагноза. Поставянето и се базира на динамиката на болестния процес.
- Симптоматична диагноза. Поставя се въз основа на определени симптоми, без да се изясни причината за появата им.
- Диагноза въз основа на лечебния ефект. Поставя се при много заболявания при които е нужно бързото прилагане на лекарствено средство (антидот), за което се знае, че действа специфично върху даден причинител. Например ако след прилагането на акаприн се установи видимо подобряване на състоянието на животно, заболяло от пироплазмоза, означава че диагнозата е поставена правилно. Този вид диагноза се нарича diagnosis ex juvantibus.

## Диференциална диагноза
Клиничните и параклиничните симптоми са присъщи не само за една болест. Поради тази причина е наложително да се извърши диференциална диагноза (diagnosis per exlusionem), която трябва да доведе до разпознаването на дадената нозологична единица.

## Болести по растенията
Болестите по растенията представляват нарушения на физиологичните процеси в растителния организъм. Изразяват се в разстройство на обмяната на веществата, строежа на организма. Разглеждат се като тристранен процес, който се развива между патогенния причинител, поразеното растение и въздействието на околната среда (фактори като температура, влага, светлина). Болестите по растенията могат да се предизвикват от механични повреди, неблагоприятни външни условия и патогенни микроорганизми, които увреждат отделна негова част или цялото растение като водят до забавяне на развитието или до загиването му.